# Terrordådet i Stockholm 2017

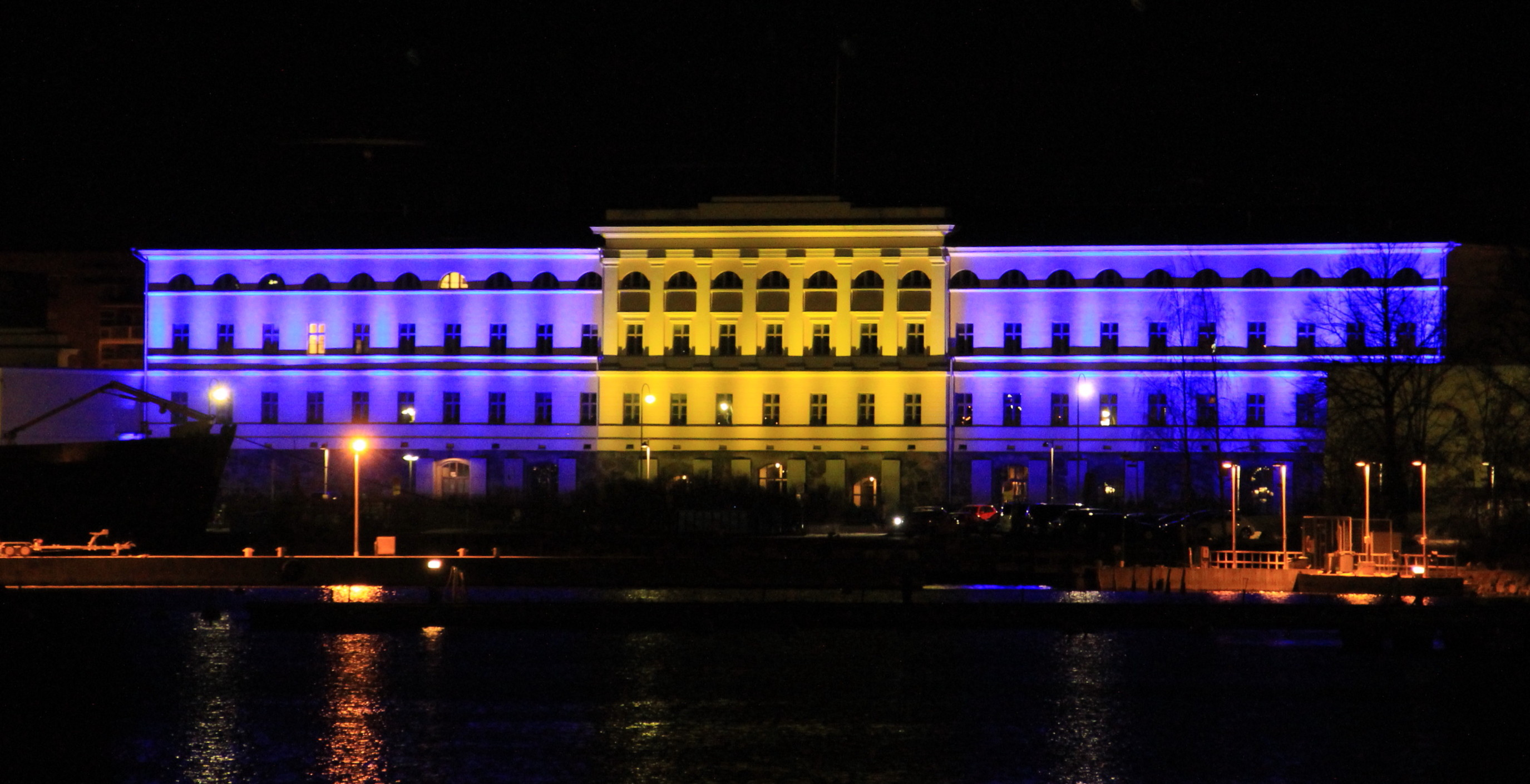
Finlands utrikesministerium tändes i svenska flaggans färger den 8 april för att hedra terroroffer i Stockholm och strax innan i Sankt Petersburg och London.

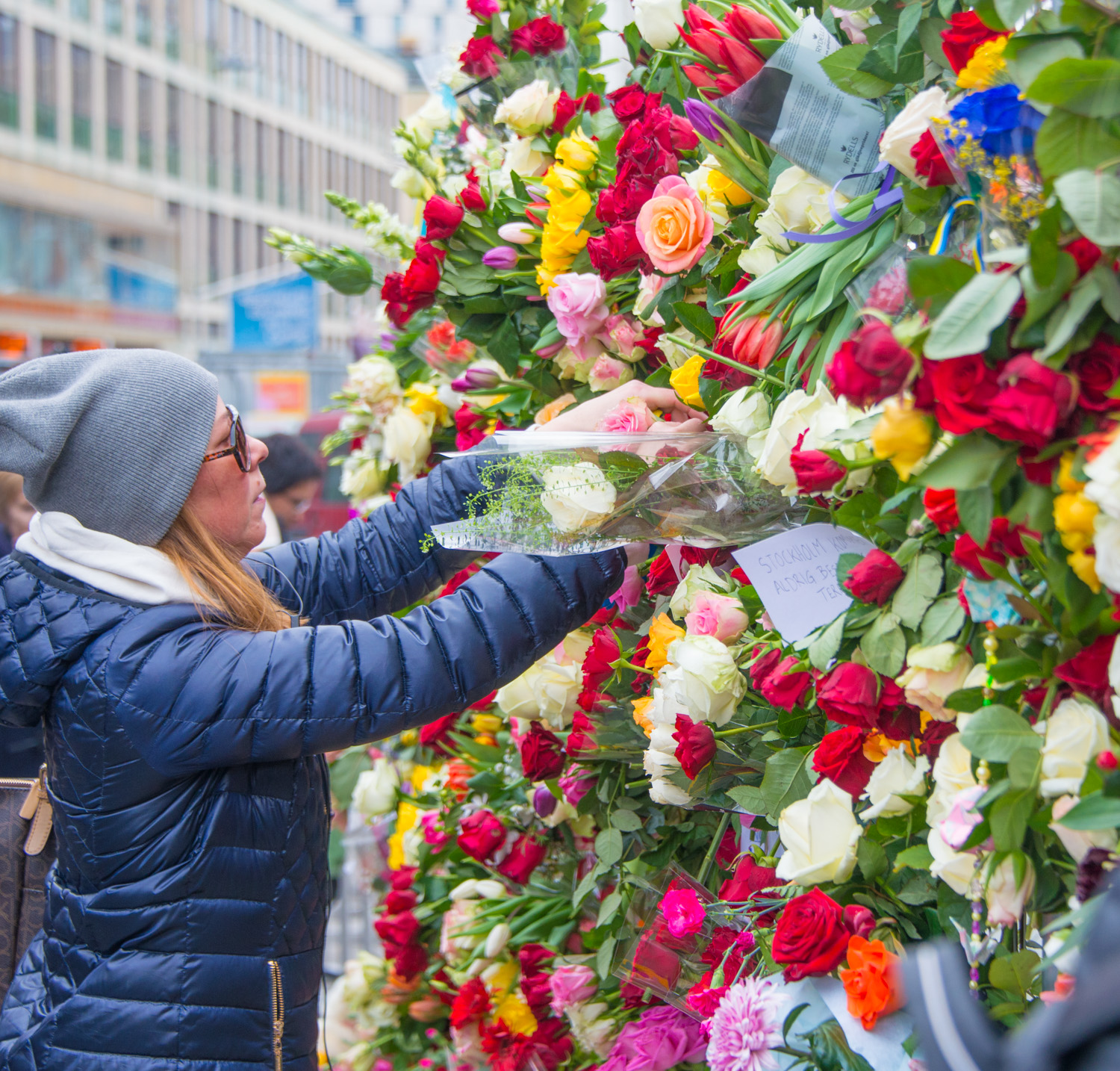
Blommor strax utanför Åhléns varuhus i Stockholm dagen efter attacken

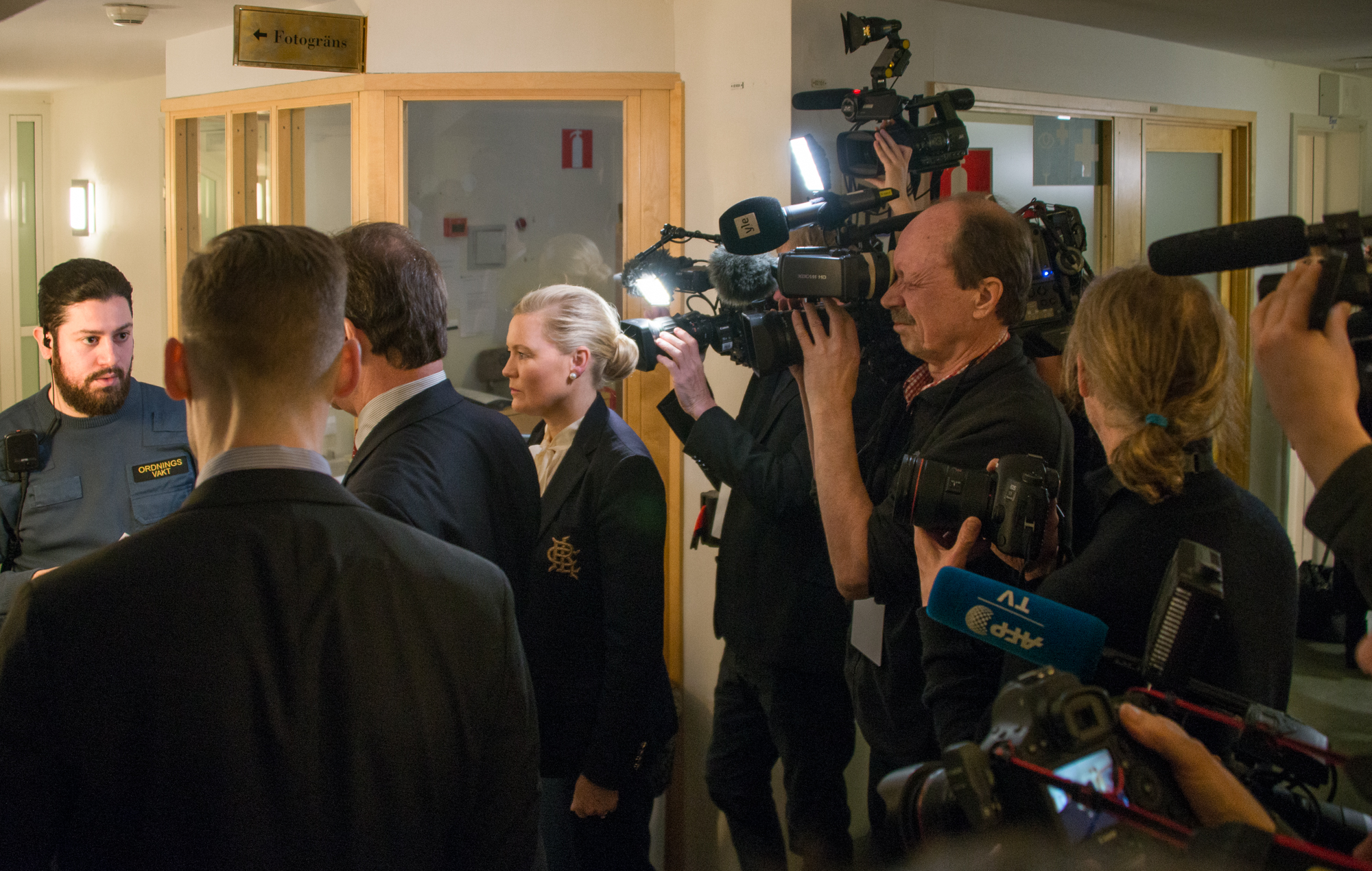
Rättegången mot den terrormisstänkte Rakhmat Akilov inleddes den 13 februari 2018. Pressbevakningen och säkerhetsrutinerna var massiva.

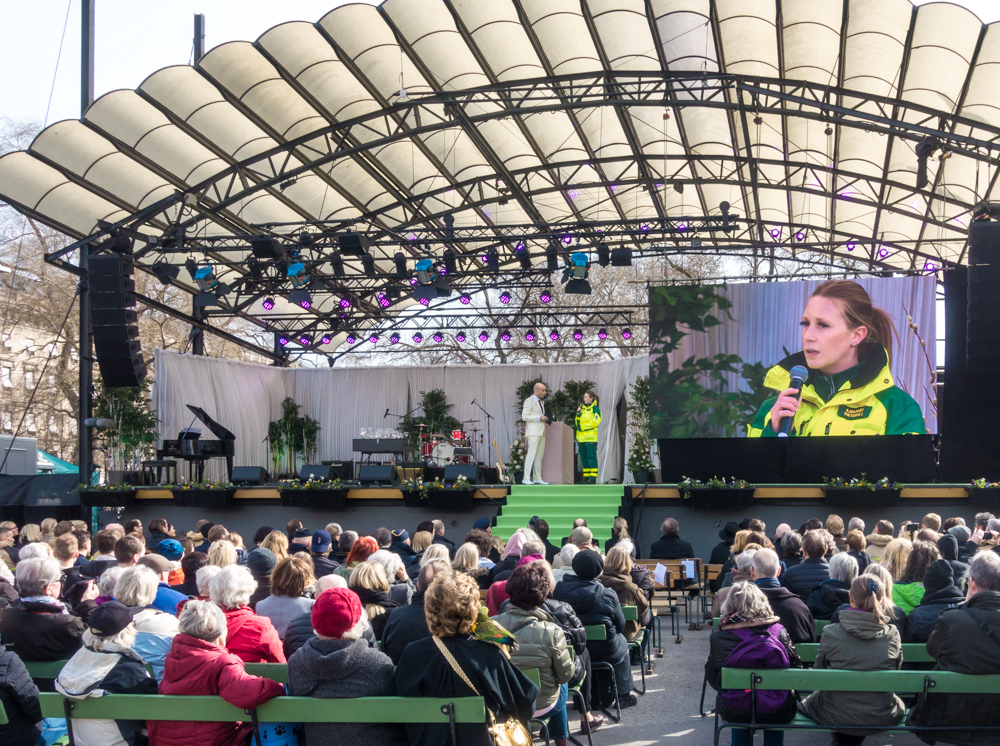
Minnesceremoni i Kungsträdgården på årsdagen av attentatet.

Terrordådet i Stockholm 2017 var en terrorattack som inträffade på eftermiddagen fredagen 7 april 2017 när Rakhmat Akilov med en lastbil körde på människor längs Drottninggatans gågatudel i Stockholm. Som en följd av detta dödades fem personer: tre dog på Drottninggatan och två dog senare på sjukhus. Gärningsmannen hade svurit trohet till den islamistiska terroristorganisationen Islamiska staten (IS), men ingen organisation har tagit på sig ansvaret för dådet.

## Händelsen

### Händelseförlopp
Klockan 14.53 fick polisen larm om att ett fordon framfört av en okänd person hade skadat personer på Drottninggatan. Fordonet visade sig vara en distributionslastbil tillhörande bryggeriet Spendrups och tros ha kapats på Adolf Fredriks kyrkogata när lastbilens chaufför hade lämnat hytten i samband med en leverans till en restaurang i centrala Stockholm. Chauffören skadades lindrigt i ett försök att hindra stölden.
Färdvägen från stöldplatsen till Drottninggatan gick först mot norr och runt kvarteren Grönlandet Södra och Norra och tillbaka igen till Adolf Fredriks kyrkogata. Lastbilen kördes söderut på Drottninggatans gågata åtminstone från Adolf Fredriks kyrkogata där den framfördes i hög hastighet och körde på gående och flyende människor. På sin väg korsade gärningsmannen bland annat Olof Palmes gata och Kungsgatan för att slutligen krascha in i varuhuset Åhléns City, nära hörnet Drottninggatan/Mäster Samuelsgatan. Körsträckan på Drottninggatan blev ungefär 500 meter.
Gärningsmannen försökte därefter att vålla en explosion i lastbilens förarhytt genom att antända en spränganordning. Fordonet sprängdes inte, men fattade eld och skadades allvarligt, men gärningsmannen kunde ändå ta sig ur fordonet och flydde brännskadad från platsen och ner i tunnelbanan. Elden släcktes senare snabbt av tillkallade brandmän.
Fem personer dödades: tre svenskar, en belgisk och en brittisk medborgare. Fyra av dem var kvinnor, varav en var en 11 år gammal flicka. Tio personer skadades, varav nio kvinnor. En hund avled.

### Säkerhetsåtgärder
Stockholms centralstation samt pendel- och tunnelbanetrafiken stängdes av resten av eftermiddagen och tidig kväll, liksom tågförbindelser genom Stockholm, busstrafiken i innerstan samt spårvagnslinje 7.
Under fredag eftermiddag och kväll låstes Riksdagshuset och Rosenbad för in- och utpassage. Regeringen fick gå in i krisberedskap, alla ministrar i regeringen återkallades hem och fick tas i säkerhet.
Under lördagen införde polisen höjd gränskontroll vid rikets inre gräns. Den rådande terrorhotnivån förhöjt hot, nummer tre på en femgradig skala, höjdes emellertid inte.

## Utredning
Polisen gick i samband med presskonferensen under sena eftermiddagen 7 april ut med en övervakningsbild på en person som man sökte i samband med attentatet. Klockan 19.55 greps en person i Märsta utanför Stockholm och anhölls klockan 01.15 på natten till lördagen 8 april på sannolika skäl misstänkt för terrorbrott genom mord. Den misstänkte begärdes därefter häktad 10 april och häktades 11 april av Stockholms tingsrätt. Vid häktningsförhandlingen erkände den häktade terrorbrott. Förlängd åtalstid begärdes upprepade gånger. Den 30 januari 2018 lämnade åklagare Hans Ihrman in en stämningsansökan till Stockholms tingsrätt där den misstänkte mannen, Rakhmat Akilov, åtalas för terroristbrott. Förundersökningen uppgick till 9 000 sidor.
Parallellt med utredningen av den huvudmisstänkte utredde polisen och åklagaren risken för ytterligare dåd och polisen genomförde ett stort antal förhör och husrannsakningar. En andra person anhölls på morgonen 9 april skäligen misstänkt för terrorbrott genom mord men anhållandet hävdes 11 april och personen övergick i förvar på grund av tidigare beslut om utvisning. Den 19 maj avfördes personen helt från utredningen och förundersökningen kring denne lades ned.
Den 23 april greps och anhölls en tredje person. Denna person släpptes den 25 april och förklarades inte längre vara misstänkt.

### Rättegång och dom
Den 13 februari 2018 inleddes rättegången mot den terrormisstänkte Rakhmat Akilov. Hans försvarsadvokat var Johan Eriksson. Akilov dömdes den 7 juni samma år till livstids fängelse för terroristbrott; dels genom fem mord, dels genom allmänfarlig ödeläggelse. Han dömdes även för försök till terroristbrott genom 119 fall av försök till mord samt för framkallande av fara för annan i 24 fall. Utöver livstids fängelse dömdes Akilov även till utvisning och förbud på livstid att återvända till Sverige. Akilov överklagade inte domen.

## Rakhmat Akilov

### Bakgrund
Den dömde gärningsmannen Rakhmat Akilov föddes den 14 februari 1978 i Samarkand i dåvarande Sovjetunionen (numera tillhör staden Uzbekistan, det land Akilov också är medborgare i). Han uppger att han tillhör folkgruppen tadzjiker och är troende sunnimuslim. Uppväxten i Samarkand var emellertid sekulär. Han drack alkohol, rökte, lyssnade på västerländsk musik och gick på fester i Samarkand. Han saknar militär utbildning och gjorde vapenfri tjänst i Uzbekistan. Han gifte sig och fick fyra barn från 1998. Han arbetade som svetsare och vid cementfabrik, tidvis i Ryssland, och förekommer inte i belastningsregistret i Uzbekistan.
På grund av arbetslöshet och för att betala skulder efter äldsta dotterns kostsamma bröllop arbetade han i olika länder i Europa under 2014, och kom till Sverige i oktober 2014. Han sökte asyl i Sverige under identiteten Rahmatjon Kurbonov i november 2014 med hänvisning till politisk förföljelse i diktaturstaten Uzbekistan, bland annat för att han skulle ha stött den terroristanklagade imamen Obidkhon Sobitkhony, som senare utsattes för mordförsök i Sverige av en uzbekisk man. Akilov menar att han hade fängslats och torterats för att ha demonstrerat. Uppgifterna om politiskt engagemang och tortyr ansågs dock inte trovärdiga, och han fick avslag på asylansökan, även efter överklagan. Han vistades sedan januari 2017 olovligen i Sverige, och var därför sedan 27 februari 2017 efterlyst i landet. Emellertid fanns sannolikt verkställighetshinder mot tvångsutvisning på grund av risk för tortyr i hemlandet.
Ytterligare en person har använt Rakhmat Akilovs identitet, nämligen en anställd hos Scandic Hotels. Hotellkedjan har betalat ut 340 000 SEK i lön till personen som använde Akilovs namn och samordningsnummer, men konstaterade att den terrormisstänkte och den anställde hade olika utseende.
Inledningsvis hade Akilov uppgett falsk identitet till svenska myndigheter, men efter att i februari 2015 ha lämnat in id-handlingar fick han arbetstillstånd i Sverige under asylprocessen. Han försörjde sig på ströjobb, bland annat med rivningsarbeten, och till och med 2016 på bidrag från Migrationsverket. Han sände en stor del av sin inkomst till släktingar i Uzbekistan.
Akilov hade testat droger i Samarkand och utvecklade i Sverige ett haschmissbruk. Han blev avskedad av en av sina arbetsgivare vid två tillfällen, senast ett par månader före terrorattacken, för att ha misskött arbetet.

### Radikalisering
Akilov sökte redan 2014 efter IS-propagandafilmer på Internet. I slutet av november 2014 reste han till Turkiet och stannade där till februari 2015. Han återsåg där sin fru, som arbetar i landet, och sina barn, men han och hustrun ska ha separerat under denna vistelse. Akilov menade i förhör att han under resan blev inspirerad att strida för IS i Syrien och enligt domen var det syftet med Turkietresan. Emellertid lyckades han inte ta sig till Syrien utan återvände till Sverige.
Akilov delade vidare propagandamaterial, bland annat från det islamistiska partiet Hizb ut-Tahrir, som har sin bas i Uzbekistan. Under våren 2016 förekommer han i Säpos underrättelseregister om misstänkta terrorkontakter, men uppgifterna kunde inte beläggas. Han delade lägenhet med uzbekiska män som förekom i flera polisutredningar, bland annat för ekobrott där pengarna misstänktes gå till terrorfinansiering. Den kopplingen gick inte att leda i bevis.

### Förberedelser inför dådet
Sedan mitten av januari 2017, efter att arbetstillståndet och ersättningen från Migrationsverket hade upphört, började Akilov förbereda en attack i Stockholm. Han sökte på Internet efter olika tänkbara attentatsobjekt, t.ex. "Gay Club in Stockholm" och olika turistbåtar. Han sökte praktisk och religiös vägledning kring jihadism genom telefonsamtal och krypterade chatkonversationer med ett IS-nätverk verksamt i Irak och Syrien, som hade ursprung i Tadzjikistan. Personer som ingick i samma nätverk finansierade och genomförde ett bombdåd i Sankt Petersburgs tunnelbana fyra dagar före Akilovs attentat.
Han uppmanades att genomföra dådet av sina IS-kontakter och åtog sig att göra det: ”Om jag inte får möjligheten till hijra [att flytta till IS-kontrollerade områden], då är jag villig att göra martyrattentaten här”. Han försökte försäkra sig om att IS inte skulle ta avstånd från dådet. Akilov svor trohetseden till IS i en videoinspelning dagen innan dådet. Dock har IS aldrig officiellt tagit på sig dådet.

### Motiv till dådet
Motivet till dådet var enligt både försvarare och åklagare att Rakhmat Akilov ville straffa Sverige för deltagande i den militära utbildningsinsats som genomförts av den globala koalitionen mot IS och att ingjuta fruktan i befolkningen. Akilov menade i chattkonversationer med IS-kontakter att Sverige och svenska företag hade understött Nato ekonomiskt och att Sverige hade skickat minröjare och bombtekniker till Irak och utbildat kurder. Samtidigt uttrycker han osäkerhet och påpekar att Sverige inte är med i Nato, att deras militär inte krigar med någon och att landet har tagit emot många muslimska flyktingar. Han sa i förhör att han hoppades att ”skrämma svenska regeringen så att de inte ska skicka sina militärer som lär ut hur man placerar minor till Syrien och Irak”, att Sverige inte ”ska sponsra Nato-koalitionen och sluta kriga mot Islamiska staten” samt att han ville att även andra länder skulle fundera över sitt agerande i bl.a. Syrien och Afghanistan.
Akilov hade i chattmeddelanden uttryckt en förhoppning om att få Guds förlåtelse för sina synder genom att döda "otrogna", bögar och lesbianer. Enligt domen stämmer Akilov väl in på Säpo-analytikers generella beskrivning av många terrorister som personer som har svårt att finna sig tillrätta i samhället och som inte har så mycket att förlora på att genomföra ett dåd. Hans dåd stämmer också in på att terrorism ofta riktas mot kvinnor och barn i syfte att påverka beslutsfattare.

## Sociala medier och medierapportering
Medier spred inledningsvis obekräftade uppgifter om skottlossning på flera platser i Stockholm. En person efterlyst för terrorism i Ryssland, men utan koppling till händelsen, hängdes ut som gärningsman på högerpopulistiska webbplatser och flera falska rykten och manipulerade fotografier spreds på sociala medier.
Under eftermiddagen 7 april utvecklades hashtaggen #openstockholm på sociala medier. Hashtaggen blev kanalen som medborgare använde för att erbjuda hjälp till de tusentals personer som hade blivit strandsatta i Stockholms innerstad som konsekvens av nedstängd kollektivtrafik. 18 000 inlägg producerades under nämnda hashtagg med erbjudanden om mat, dusch, husrum, skjuts hem, förnödenheter och sällskap.

## Manifestationer
Söndagen 9 april samlades tiotusentals personer för att hedra offren och manifestera kärlek på Sergels torg, där artister och talare medverkade, och en tyst minut hölls klockan 14.53. En nationell tyst minut hölls måndagen 10 april klockan 12.00 vid Stockholms stadshus där kung Carl XVI Gustaf och delar av kungafamiljen, statsminister Stefan Löfven och särskilt inbjudna gäster deltog. En tyst minut genomfördes samtidigt också på många andra platser i landet.
Eiffeltornet släcktes ned natten mot den 7 april för att hedra Sverige. En rad internationella politiker förklarade sitt stöd till Sverige, däribland EU-rådets ordförande Donald Tusk, EU-kommissionens ordförande Jean-Claude Juncker, Frankrikes president François Hollande, flera tyska ministrar, och Finlands president Sauli Niinistö. Vladimir Putin sa ”i den svåra timman lider ryssarna tillsammans med det svenska folket”.
7 april 2018 hölls en minnesdag för attacken på Drottninggatan och en gudstjänst hölls i Adolf Fredriks kyrka. De inbjudna till gudstjänsten var dels anhöriga men också polis, ambulanspersonal och brandmän som jobbade under attacken var närvarande. Stefan Löfven höll ett tal under minnesdagen.

## Bildgalleri efter attacken

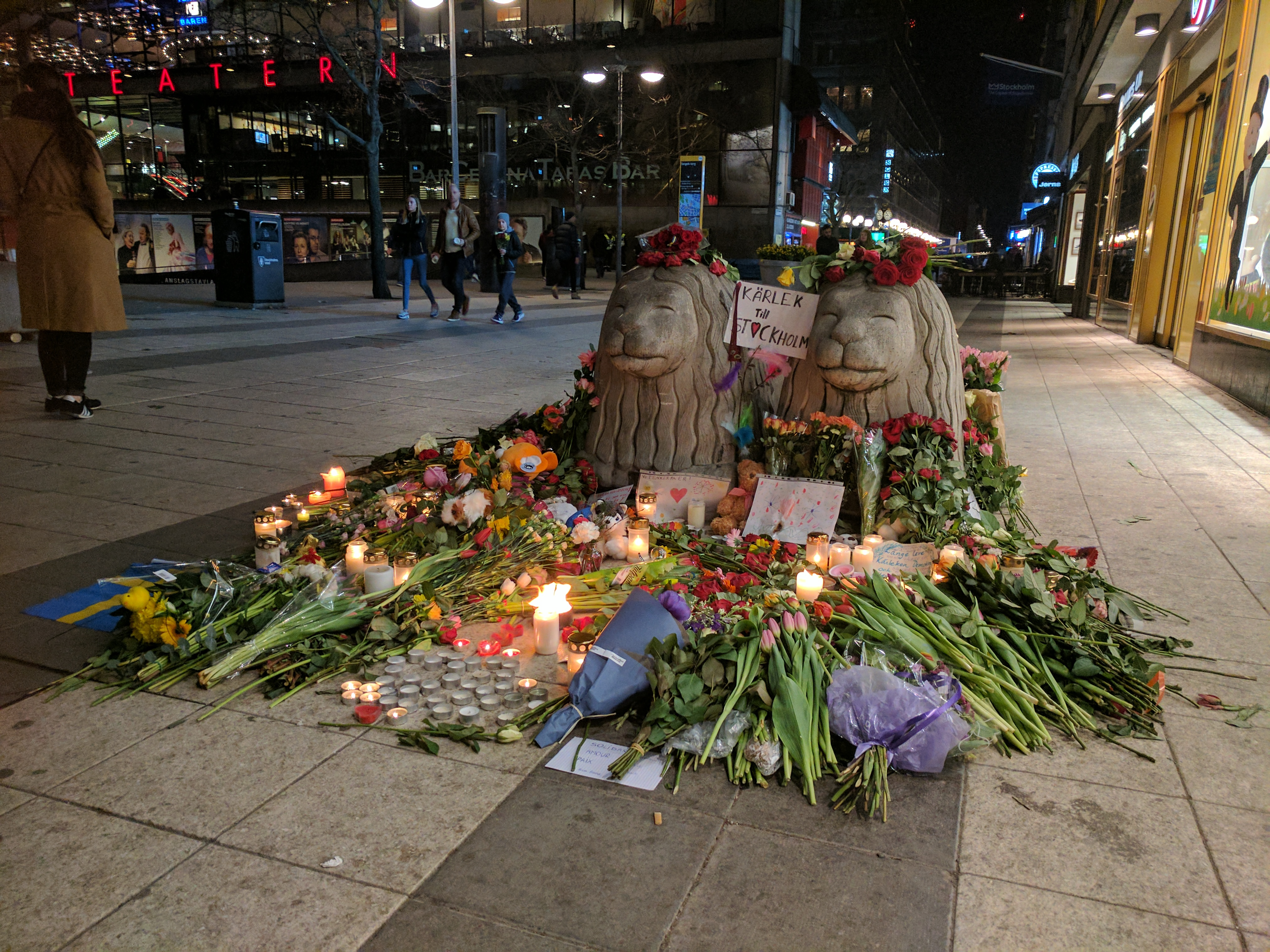
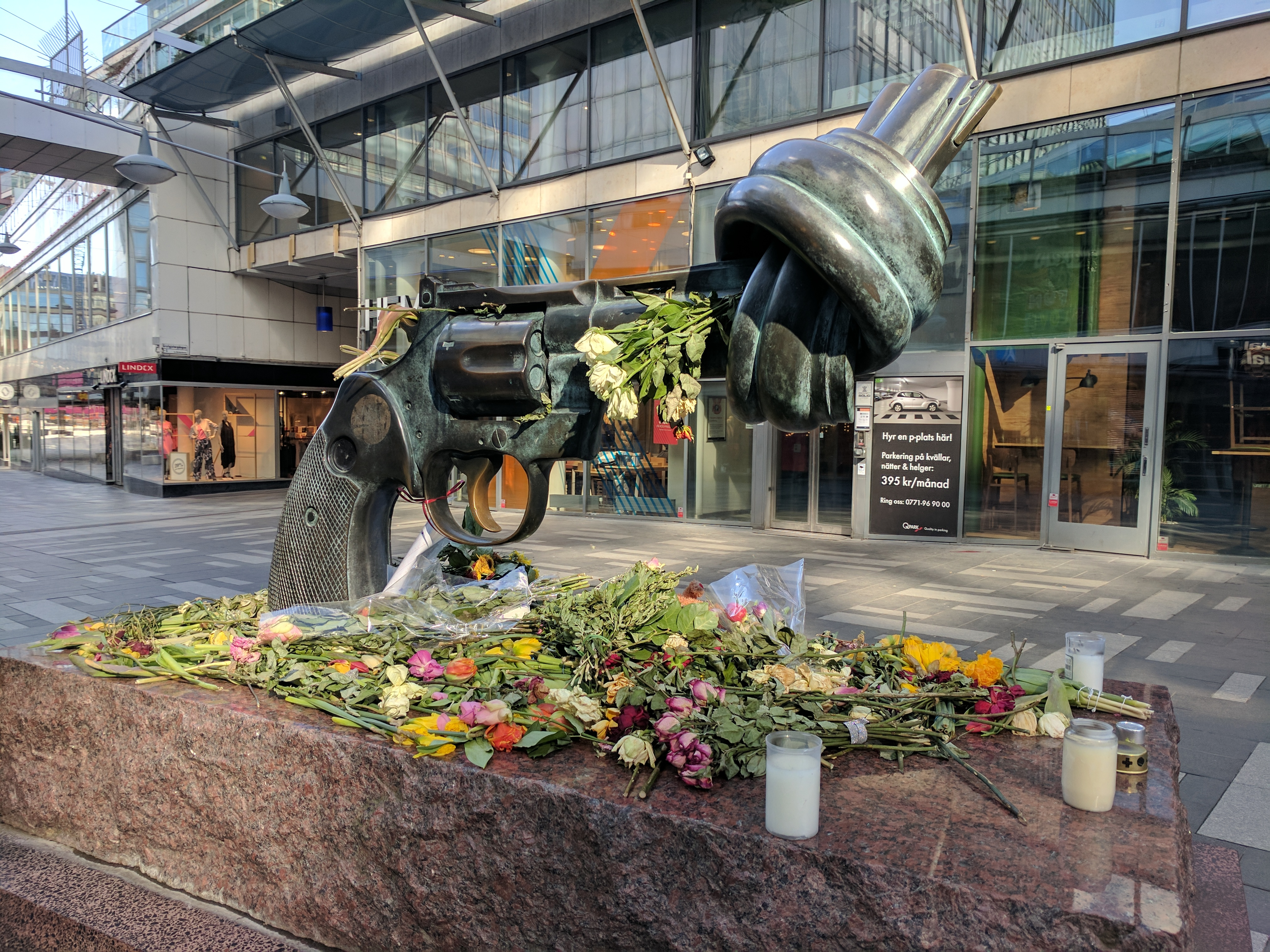
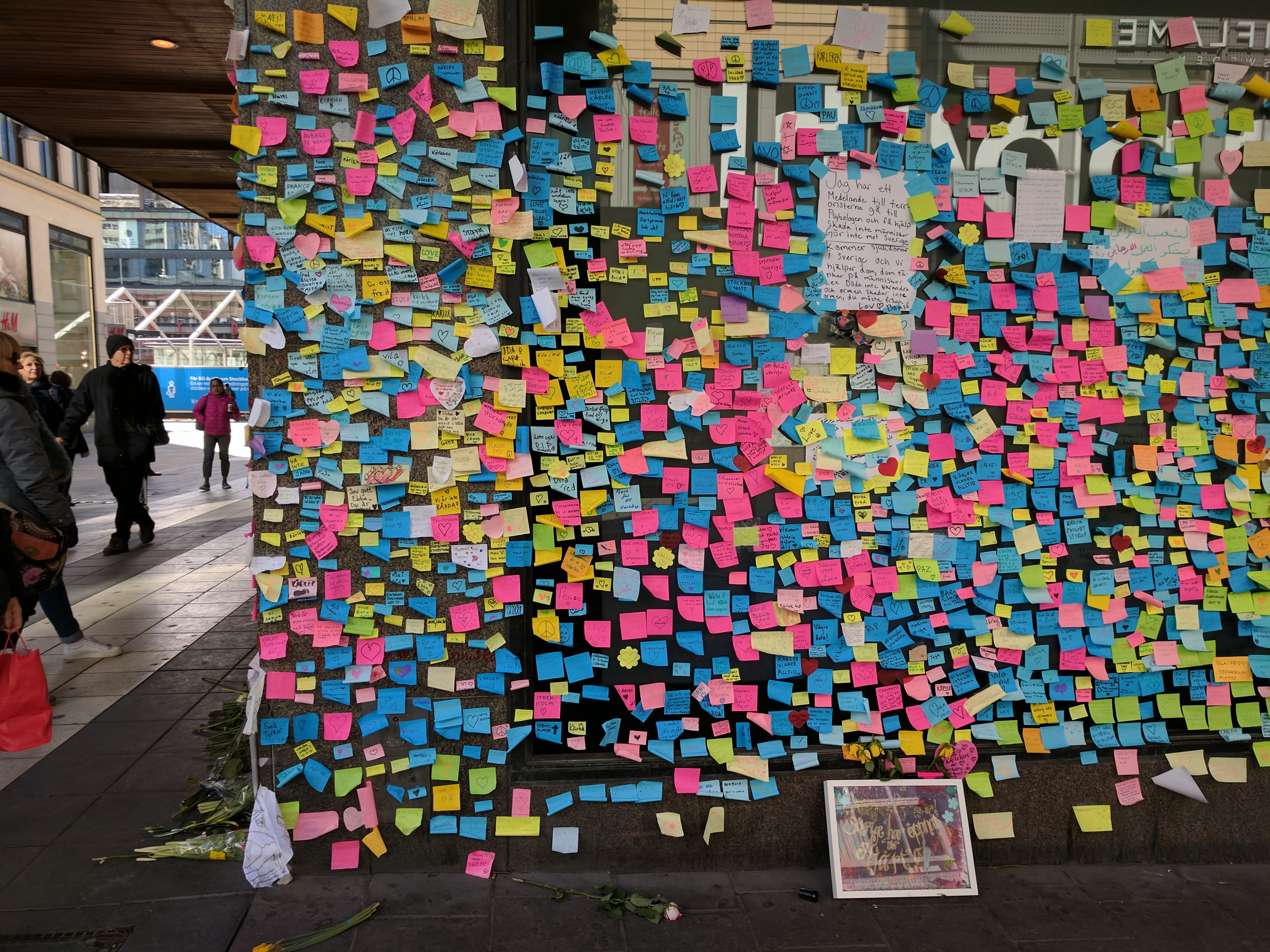
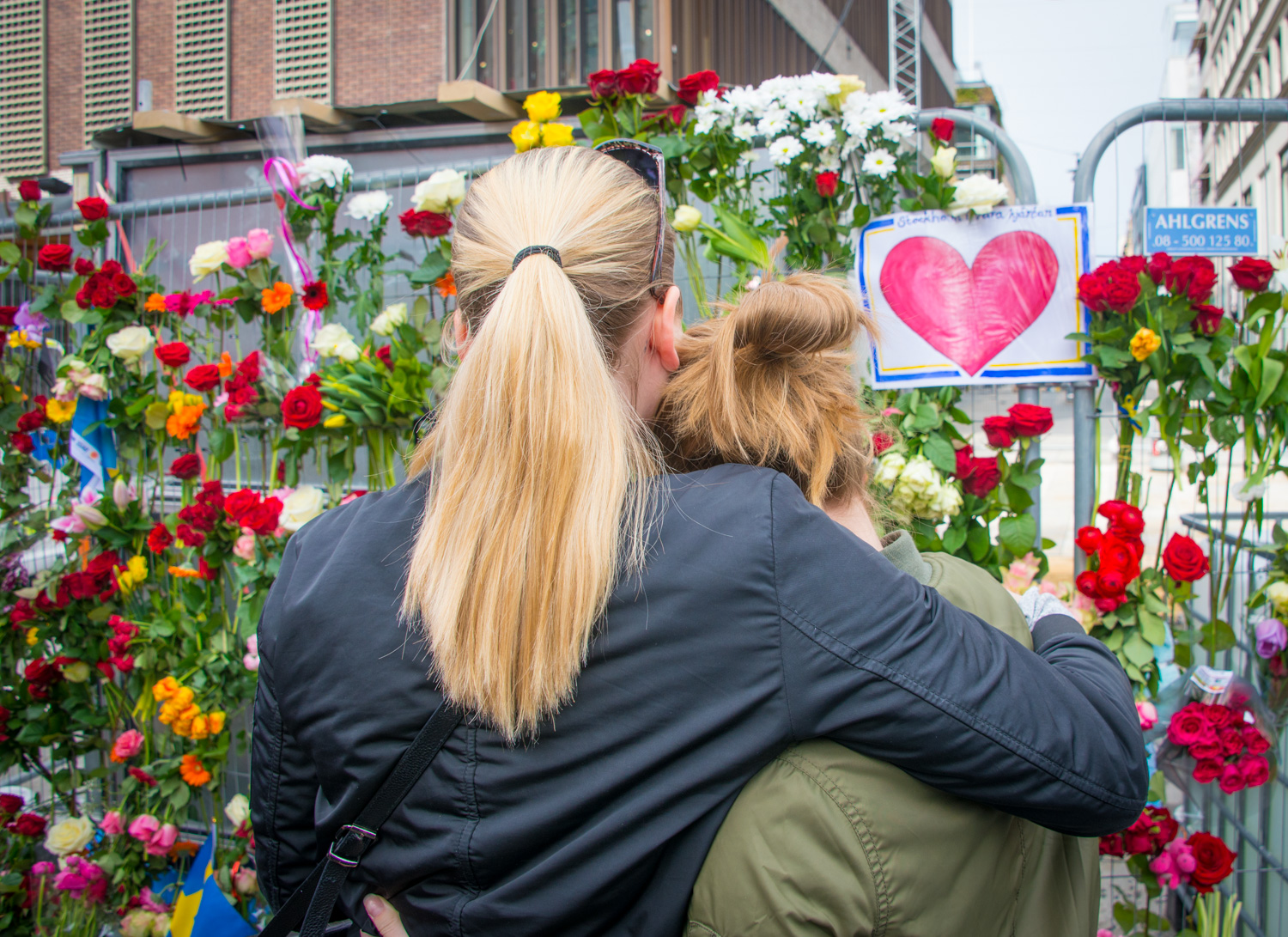
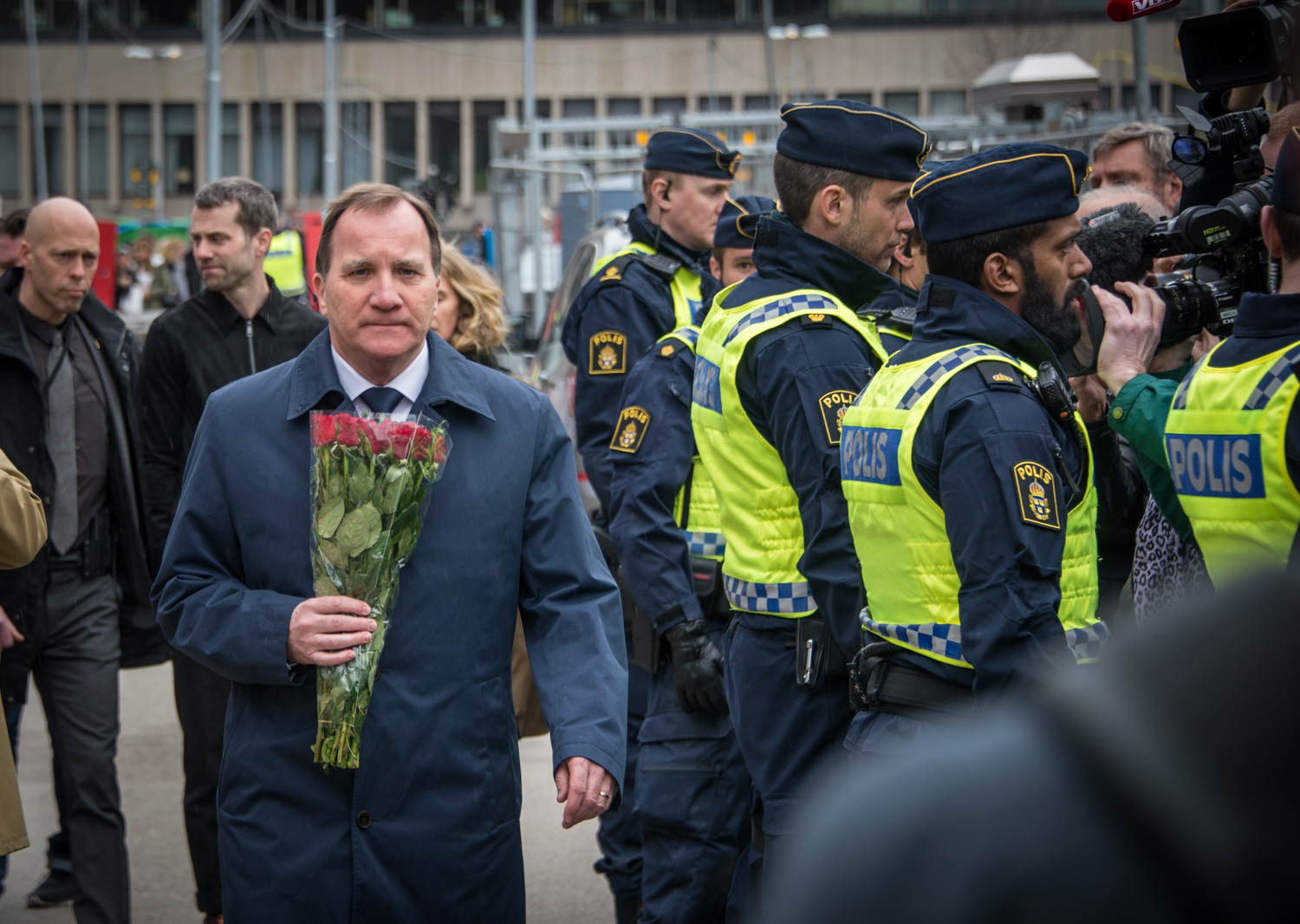
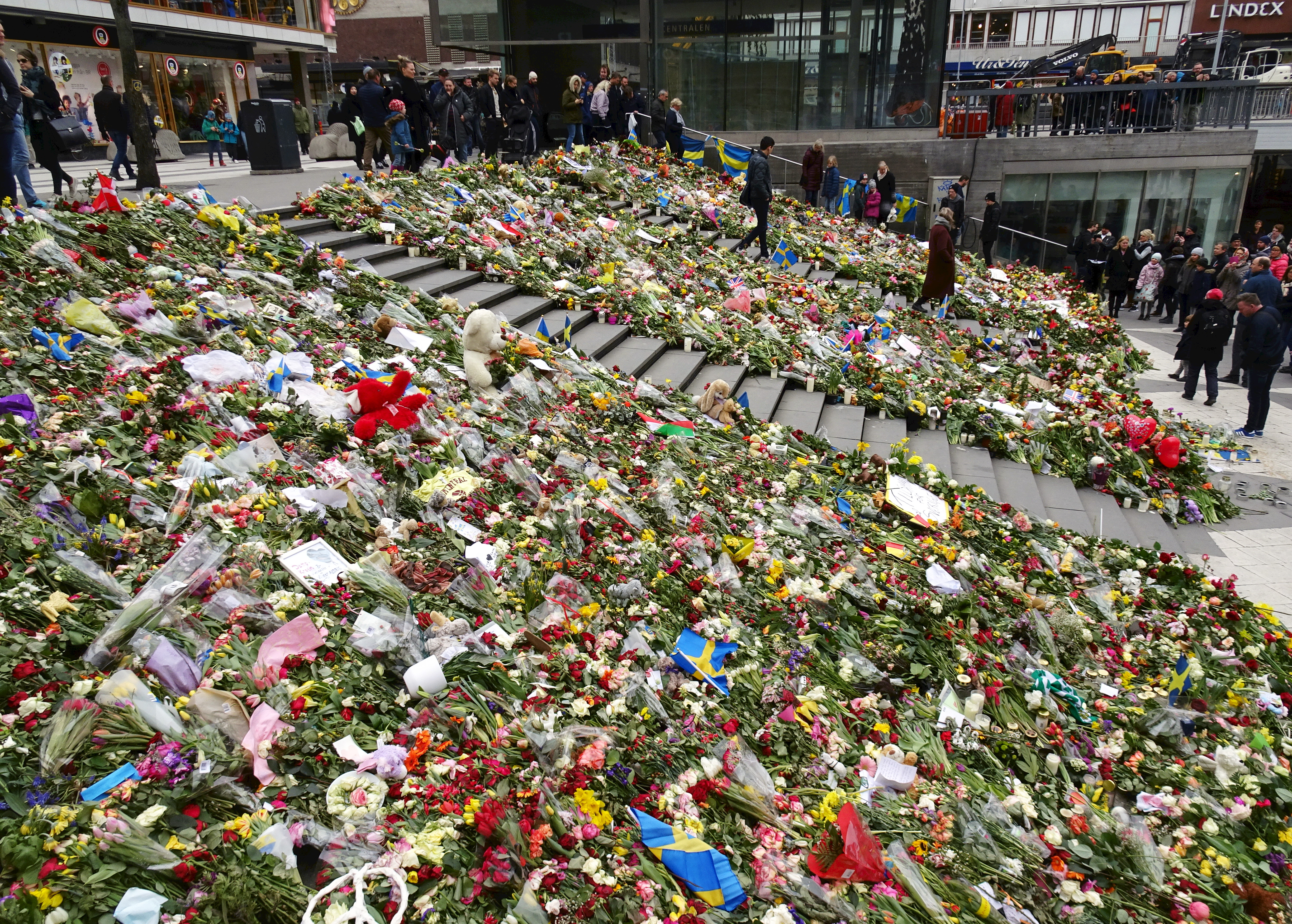
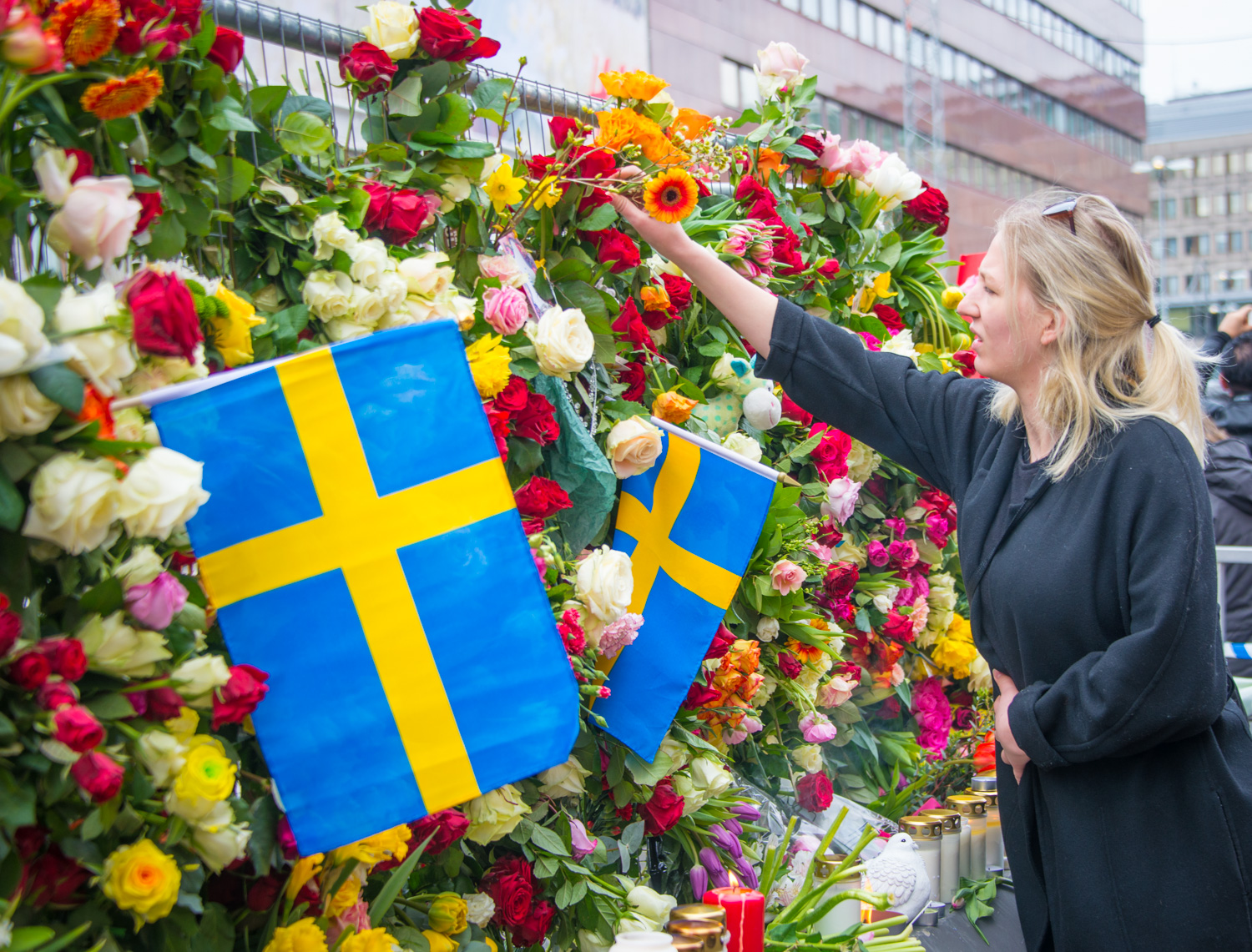

(fler på Wikimedia Commons)